# Čúiči Nagumo
Čúiči Nagumo (南雲 忠一, Nagumo Čúiči, 25. března 1887 – 6. července 1944) byl admirál japonského císařského námořnictva. Úspěšně velel útoku na Pearl Harbor, byl drtivě poražen v klíčové bitvě o Midway a nakonec spáchal sebevraždu při obraně Saipanu.

## Začátky v císařském námořnictvu
Po absolvování 36. běhu císařské námořní akademie (jako osmý ze 191 kadetů) v roce 1908 vstoupil do Císařského námořnictva a v roce 1917 dostal své první velení – na torpédoborci Kisaragi. Právě taktika útoku torpédy a použití torpédoborců byla jeho specialitou. V průběhu 20. a 30. let postupně velel divizi torpédoborců, těžkému křižníku Takao a bitevní lodi Jamaširo. Když vypukla válka v Evropě byl Nagumo povýšen do hodnosti viceadmirála, ale ve stejné době také viditelně zestárl, fyzicky (sužovala ho artritida) i mentálně.

## Velitel letadlových lodí
Brzy po svém povýšení byl jmenován velitelem Úderného svazu letadlových lodí (機動部隊 kidó butai). Že se nejednalo o zcela šťastné rozhodnutí, vyjádřil trefně admirál Nišizo Cukahara: „Nagumo byl důstojníkem ze staré školy, specialista na torpéda a hladinové manévry … Neměl naprosto žádnou představu o možnostech a potenciálu palubního letectva“.
I přesto dokázal uštědřit námořnictvu Spojených států nejhorší porážku v dějinách. Pod jeho vedením zaútočily japonské letadlové lodě na nejdůležitější americkou základnu v Tichém oceánu – Pearl Harbor. Japonské palubní letouny během několika hodin potopily nebo na dlouhou dobu vyřadily z boje všechny americké bitevní lodě v Tichomoří.
Pak následovaly úspěchy první poloviny roku 1942. Akce v Tichém oceánu a nájezd do Indického oceánu, kde jeho svaz letadlových lodí potopil britskou letadlovou loď HMS Hermes, dva křižníky, dva torpédoborce, korvetu a přinutil admirála Sira Jamese Somervilla ustoupit do přístavů ve východní Africe.
Ale v nejdůležitějším střetnutí války v Pacifiku, v bitvě u Midway, ztratil čtyři své letadlové lodě a malou část nejzkušenějších pilotů. Za způsob vedení bitvy byl kritizován, ale ještě zůstal velitelem svazu letadlových lodí v bitvě u východních Šalomounových ostrovů a v bitvě u ostrovů Santa Cruz.

## Závěr kariéry
V listopadu 1942 byl Nagumo převelen do Japonska, kde velel námořní základně. Až v březnu 1944 mu bylo svěřeno velení menších námořních sil v oblasti Marianských ostrovů. Velitelství těchto sil bylo umístěno na ostrově Saipan, na kterém se 15. června vylodila americká námořní pěchota a 6. července v bezvýchodné situaci admirál Čúiči Nagumo spáchal sebevraždu (zastřelil se revolverem).